# Ридултови
Ридултови (пол. Rydułtowy, нім. Rydultau) — місто в південній Польщі, на Сілезькій височині. Знаходиться у Рибницькому вугільному басейні.
Належить до Водзіславського повіту Сілезького воєводства.
У Ридултовах розташований найвищий у Європі терикон та тунель — один з найдовших у Польщі.

## Географія
У місті бере початок річка Нацина.

## Демографія
Демографічна структура станом на 31 березня 2011 року:
|          | Загалом | Допрацездатний вік | Працездатний вік | Постпрацездатний вік |
| -------- | ------- | ------------------ | ---------------- | -------------------- |
| Чоловіки | 10663   | 2001               | 7344             | 1318                 |
| Жінки    | 11407   | 1832               | 6991             | 2584                 |
| Разом    | 22070   | 3833               | 14335            | 3902                 |